# Neris
Die Neris (litauisch in Litauen) oder Wilija (belarussisch Вілія, in Belarus) (polnisch Wilia) ist ein rechter Nebenfluss der Memel in Belarus und Litauen. 

## Flusslauf
Sie entspringt im Norden von Belarus, durchfließt die litauische Hauptstadt Vilnius sowie die Mittelstadt Jonava und mündet in Kaunas in die Memel. Auf belarussischer Seite wird sie bei Wilejka zum Wileiskoje-Stausee aufgestaut. In Vilnius ist der Fluss teils einbetoniert, aber ansonsten naturbelassen und unbegradigt. In Kernavė befinden sich am Nerisufer die unter UNESCO-Schutz stehenden Reste der alten Herrscherresidenz Litauens.

## Nebenflüsse
Vilnia, Šventoji, Lokys, Lietava, Žeimena, Vokė, Musė, Ašmena, Naratsch, Serwatsch, Stratscha, Ilija, Uscha, Oschmjanka.

## Schifffahrt
1854 fuhr der erste Dampfer nach Kaunas durch Jonava (damals im zaristischen Russland). Dies war ein historisches Ereignis in der litauischen Schifffahrt, da das nach der Neris benannte Schiff der erste Passagierdampfer in litauischen Flüssen war. 1920  gab es eine Dampferlinie Kaunas-Jonava.

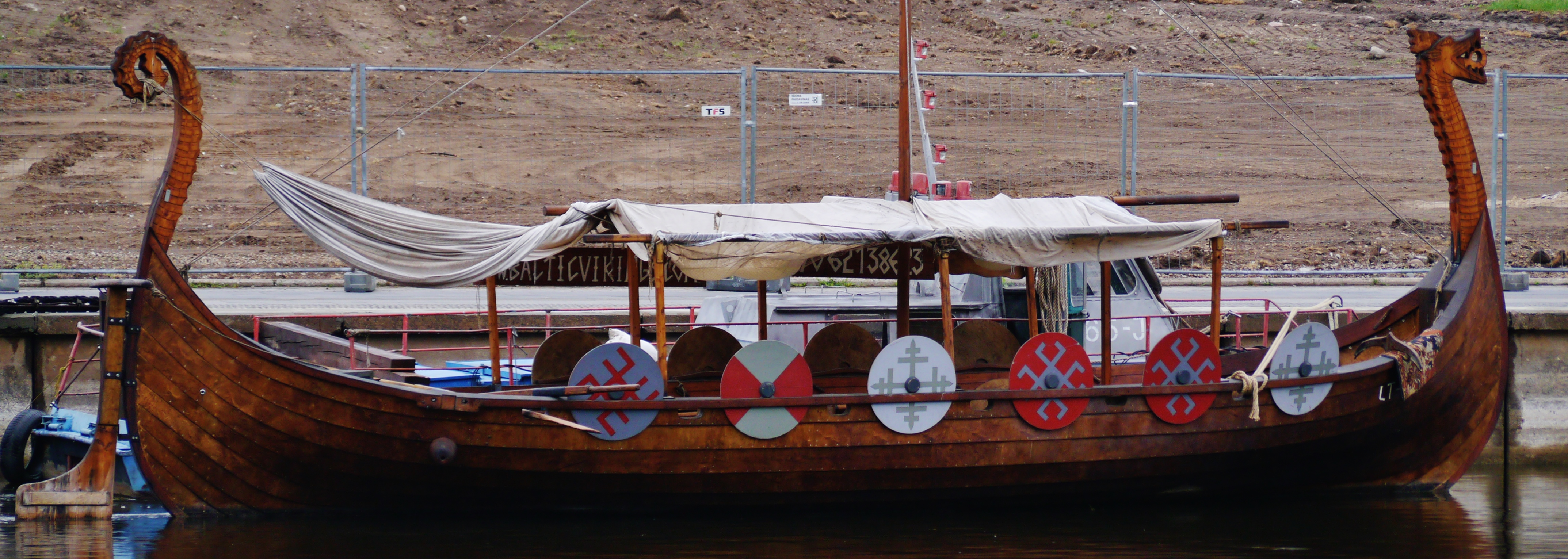
Wikingerschiff auf der Neris

Zwischen 1944 und 1990 machte die Flussschifffahrt in der litauischen Hauptstadt Vilnius einen großen Sprung im damaligen Sowjetlitauen. Die Infrastruktur für die Integration des Flusses in die Stadt wurde gebaut. Der Hafen Žirmūnai wurde eingerichtet.
Hier wurde ein Hangar für Schiffe und Instandsetzungsarbeiten am Ufer gebaut. Vier Schiffe („Ryga“, „Kijevas“, „Taškentas“ und „Salomėja Nėris“) wurden  für die Fährschifffahrt auf der Neris eingesetzt. Nach der Wiedererlangung der Unabhängigkeit Litauens wurde „Salomėja Nėris“ als Metallschrott verkauft. „Kijevas“ wurde zu „Vilnius“ und „Taškentas“ zu „Talinas“ umbenannt. Später wurden diese beiden Schiffe auch  nicht mehr benötigt und als Schrott versteigert. Danach blieb nur „Ryga“. Die Reparaturwerkstätten und ein Winterhafen wurden verlassen.

## Einzelnachweise

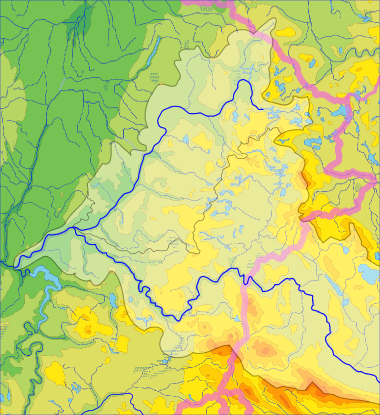
Neris-Becken – Einzugsgebiet: 25.100 km²